# (1117) Reginita
(1117) Reginita est un astéroïde de la ceinture principale découvert le 24 mai 1927 par l'astronome espagnol Josep Comas i Solà. Sa désignation provisoire était 1927 KA.